# التواطؤ في بولندا المحتلة من ألمانيا
طوال الحرب العالمية الثانية، كانت بولندا عضوًا في تحالف الحلفاء الذي حارب ضد ألمانيا النازية. وأثناء الاحتلال الألماني لبولندا، تواطأ بعض المواطنين من جميع مجموعاتها العرقية الرئيسية مع الألمان. تختلف تقديرات عدد المتواطئين. وقد كان التواطؤ في بولندا أقل تنظيمًا مما هو عليه في بعض البلدان الأخرى ووُصف بأنه هامشي.[وثِّق الاقتباس] وعاقبت الحكومة البولندية في المنفى وحركة المقاومة البولندية المتواطئين، وحُكم بالإعدام على الآلاف منهم، أثناء الحرب وبعدها.

## خلفية
بعد الاحتلال الألماني لتشيكوسلوفاكيا في مارس عام 1939، سعى هتلر لتأسيس بولندا كدولة عميلة، مقترحًا تبادلًا إقليميًا متعدد الأطراف وتمديدًا لميثاق عدم الاعتداء الألماني البولندي. اختارت الحكومة البولندية تشكيل تحالف مع بريطانيا (ولاحقًا مع فرنسا)، خوفًا من الخضوع لألمانيا النازية. رداً على ذلك، انسحبت ألمانيا من ميثاق عدم الاعتداء، ووقعت اتفاقية مولوتوف-ريبنتروب مع الاتحاد السوفيتي، قبل وقت قصير من غزو بولندا، الأمر الذي سيحمي ألمانيا من الانتقام السوفيتي حين تغزو بولندا، وقُسمت بولندا مستقبلاً بين القوتين الشموليتين.
غزت ألمانيا بولندا، في 1 سبتمبر عام 1939. اجتاح الجيش الألماني الدفاعات البولندية بينما تسبب في خسائر فادحة في صفوف المدنيين، وبحلول 13 سبتمبر احتل معظم غرب بولندا. وفي 17 سبتمبر، غزا الاتحاد السوفيتي البلاد من الشرق، وغزا معظم شرق بولندا، جنبًا إلى جنب مع دول البلطيق وأجزاء من فنلندا في عام 1940. وقد هرب نحو 140,000 جندي وطيار بولندي إلى رومانيا والمجر، وسرعان ما انضم العديد منهم إلى القوات المسلحة البولندية في فرنسا. عبرت حكومة بولندا الحدود إلى رومانيا، وشكلت فيما بعد حكومة في المنفى في فرنسا ثم في لندن، بعد الاستسلام الفرنسي. لم تستسلم بولندا ككيان سياسي للألمان أبدًا.
ضمت السلطات النازية الأجزاء الغربية من بولندا ومدينة دانزيغ الحرة السابقة، وضمتها مباشرة إلى ألمانيا النازية، ووضعت ما تبقى من الأراضي التي تحتلها ألمانيا تحت إدارة الحكومة العامة المشكلة حديثًا. وقد ضم الاتحاد السوفيتي بقية بولندا، ودمج أراضيها في جمهوريتي بيلاروس وأوكرانيا الاشتراكيتين السوفيتيين. كان الهدف الأساسي لألمانيا في أوروبا الشرقية هو توسيع نطاق الدولة الألمانية، الذي استلزم وفقًا للآراء النازية القضاء على جميع الأعراق غير الجرمانية أو ترحيلهم، بما في ذلك البولنديين؛ كان من المقرر أن تصبح المناطق التي تسيطر عليها الحكومة العامة «خالية» من البولنديين في غضون 15-20 عامًا. ونتج عن ذلك سياسات قاسية استهدفت السكان البولنديين، بالإضافة إلى الهدف الصريح المتمثل في إبادة اليهود البولنديين، الذي نفذته ألمانيا النازية في الأراضي البولندية المحتلة.

## التواطؤ الفردي
تختلف تقديرات عدد المتواطئين البولنديين الأفراد وفقًا لتعريف «التواطؤ». حسب تقديرات كلاوس بيتر فريدريش تتراوح ما بين 7000 إلى ما يصل إلى مئات الآلاف (بما في ذلك المسؤولون البولنديون المعينون من قبل السلطات الألمانية، وضباط الشرطة الزرقاء، الذين ألزموا بالخدمة، وعمال «خدمة البناء» القسرية، وأعضاء الأقلية الألمانية في بولندا، وحتى الفلاحون في بولندا، الذين تعرضوا من ناحية لطلبات شراء الطعام من قبل الألمان، ومن ناحية أخرى تواطؤوا واستفادوا ماليًا من اقتصاد زمن الحرب وإخراج اليهود من الاقتصاد البولندي خلال معظم فترة الحرب. وصفت الدعاية البولندية الشيوعية في فترة ما بعد الحرب المقاومة البولندية غير الشيوعية بأكملها، ولا سيما جيش الوطن، على أنها «متواطئة مع النازيين».
يقدر تشيسلاف ماداجيتشيك أن 5٪ من السكان في الحكومة العامة قد تواطؤوا بشكل نشط، ويقدر أن 25٪ قاوموا الاحتلال بشكل نشط. كتب المؤرخ جون كونلي أن «نسبة صغيرة نسبيًا من السكان البولنديين شاركوا في أنشطة يمكن وصفها بأنها تواطؤ، عندما ينظر إليها على خلفية التاريخ الأوروبي والعالمي». ومع ذلك، فهو ينتقد نفس السكان بسبب عدم اكتراثهم بالمحنة اليهودية، وهي ظاهرة يسميها «التواطؤ الهيكلي».

## التواطؤ السياسي
في معظم البلدان الأوروبية التي احتلتها ألمانيا نجح الألمان بإقامة حكومات متواطئة، لكن لم تكن هناك حكومة دمية في بولندا المحتلة. كان الألمان قد فكروا في البداية في إنشاء مجلس وزراء بولندي متواطئ لإدارة الأراضي البولندية المحتلة التي لم تُضم مباشرة إلى الرايخ الثالث، كمحمية. وفي بداية الحرب، اتصل المسؤولون الألمان بالعديد من القادة البولنديين لتقديم مقترحات للتعاون بينهم، لكنهم رفضوا جميعًا. وكان من بين الذين رفضوا العروض الألمانية وينسينتي ويتوس، زعيم حزب الفلاحين ورئيس الوزراء السابق؛ والأمير يانوش رادزيويك؛ وستانيسلاف إستريشر، باحث بارز من جامعة ياغيلونيا.
في عام 1940، أثناء الغزو الألماني لفرنسا، اقترحت الحكومة الفرنسية أن يتفاوض السياسيون البولنديون في فرنسا على تسوية مع ألمانيا؛ وفي باريس، حاول الصحفي البارز ستانيسلاو ماكيويكز إقناع الرئيس البولندي فلاديسلاف راشكيويتش بالتفاوض مع الألمان، حين كانت الدفاعات الفرنسية تنهار وبدا النصر الألماني حتميًا. بعد ثلاثة أيام رفضت الحكومة البولندية والمجلس الوطني البولندي مناقشة الاستسلام، وأعلنا أنهما سيواصلان القتال حتى النصر الكامل على ألمانيا النازية. انفصلت مجموعة من ثمانية سياسيين وضباط بولنديين من ذوي الرتب الدنيا عن الحكومة البولندية، وفي لشبونة، البرتغال، وجهت مذكرة إلى ألمانيا، طالبت فيها بإجراء مناقشات حول استعادة الدولة البولندية تحت الاحتلال الألماني، وهو ما رفضه الألمان. وفقًا لتشيسلاف ماداجيتشيك، نظرًا لانخفاض مستوى مشاركة البولنديين ورفض برلين للمذكرة، لا يمكن القول إن هناك تواطؤًا سياسيًا قد حدث.
كانت السياسات العنصرية النازية وخطط ألمانيا للأراضي البولندية المحتلة، والمواقف البولندية المعادية لألمانيا، جميعها سببًا لمنع أي تواطؤ أو تعاون سياسي بولندي ألماني. تصور النازيون الاختفاء النهائي للأمة البولندية، والتي كان من المقرر أن يحل محلها المستوطنون الألمان. وفي أبريل عام 1940، حظر هتلر أي مفاوضات تتعلق بأي درجة من الحكم الذاتي للبولنديين، ولم تُناقش الفكرة لاحقًا.
بعد وقت قصير من بدء الاحتلال الألماني، شكل السياسي اليميني المؤيد لألمانيا أندريه شفيتليسكي منظمة - المعسكر الثوري الوطني - وتوجه إلى الألمان بعروض مختلفة للتعاون معهم، والتي تجاهلوها بدورهم. قُبض على شفيتليسكي ثم أعدم في عام 1940. أما ولاديسلاو ستودنيكي، سياسي قومي منشق آخر وناشط إعلامي مناهض للشيوعية، وليون كوزوفسكي، رئيس وزراء سابق، فضل كلاهما التعاون البولندي الألماني ضد الاتحاد السوفيتي، لكن الألمان رفضوا ذلك أيضًا.

## قوات الأمن
كان تعداد قوات الأمن الرئيسية في بولندا التي احتلتها ألمانيا نحو 550,000 جندي و80,000 من مسؤولي قوات الأمن الخاصة (شوتزشتافل) والشرطة المرسلة من ألمانيا.

### الشرطة الزرقاء
في أكتوبر عام 1939، أمرت السلطات الألمانية بالتعبئة العامة للشرطة البولندية قبل الحرب للعمل تحت قيادة أوردنونغسبوليزي شرطة النظام الألمانية، وبالتالي إنشاء «الشرطة الزرقاء» المساعدة التي تكمل القوات الألمانية الرئيسية. كان على رجال الشرطة البولنديين أن يحضروا للواجب بحلول 10 نوفمبر عام 1939 أو أن يواجهوا الموت. كان أعلى عدد وصلت إليه الشرطة الزرقاء في مايو عام 1944 نحو 17000 رجل. كانت مهمتهم الأساسية هي العمل كقوة شرطة نظامية تتعامل مع الأنشطة الإجرامية، لكن الألمان استخدموها أيضًا في مكافحة التهريب والمقاومة، واعتقال المدنيين بشكل عشوائي (łapanka-المداهمة) للعمل القسري أو للإعدام انتقامًا لأنشطة المقاومة البولندية (مثل، إعدام البولنديين بشكل سري للخونة البولنديين أو الألمان الذين تصرفوا بشكل متوحش)، والقيام بدوريات من أجل الهاربين من الغيتو اليهودي (مناطق العزل)، ودعم العمليات العسكرية ضد المقاومة البولندية.